# Mopani
Mopani (officieel Mopani District Municipality) is een district in Zuid-Afrika.
Mopani ligt in de provincie Limpopo en telt 1.092.507 inwoners.

## Gemeenten in het district[4]
- Ba-Phalaborwa
- Greater Giyani
- Greater Letaba
- Greater Tzaneen
- Maruleng